# ニューはりま
ニューはりまは、阪九フェリーが運航していたフェリー。

## 概要
神田造船所川尻工場で建造され、1984年3月18日に小倉 - 神戸航路に就航した。
2003年3月27日、やまとの就航により引退した。
その後、フィリピンのスーパーフェリーへ売却され、SUPERFERRY 17として就航した。
2007年5月、韓国のHuadong Ferryに売却され、Huadong Pearl IIIとして黄海で運航された。
2008年5月、スペインのイスコマーに売却され、ISABEL DEL MARとして就航した。 
2012年6月、同社の経営状況の悪化によりバルセロナで係船された。その後、スクラップとしてトルコに売却され、回航された後、解体された。

## 設計
全通二層甲板型の自動車渡船兼旅客船である。発電機関は発電機は西芝電機製、原動機はダイハツ製で、1,500kW（2,320PS）および400kW（600PS）を各2セット、バウスラスター1基、スタンスラスター2基を装備する。また日本のフェリーでは初めて衛星放送の受信設備を設けた。

## 船内
船室
| クラス         | 部屋数          | フロア   | 定員  |
| -------------- | --------------- | -------- | ----- |
| ロイヤルルーム | 2名×1室         | 航海船橋 | 2名   |
| 特等洋室       | 2名×2室         | 航海船橋 | 4名   |
| 1等和室        | 3名×2室 4名×6室 | 航海船橋 | 30名  |
| 1等洋室        | 6名×18室        | 航海船橋 | 124名 |
| 特2等洋室      | 8名×8室         | 航海船橋 | 64名  |
| 特2等和室      | 14名×8室        | A甲板    | 112名 |
| 2等和室        |                 | A甲板    | 568名 |
| ドライバー室   |                 | B甲板    | 96名  |

設備
- オープンラウンジ - 特殊照明・音響設備や大型スクリーンを設けた。
- ミーティングルーム - 椅子定員30名、黒板やカラオケ設備を設けた。
- レストラン - カフェテリア方式。
- ビジネスルーム - ファクシミリやコピー機を設けた。
- 展望浴室

車両甲板
冷凍車用の電源を従来の2倍となる40基備え供給電力も従来の30-50Aから60Aへと強化し、また活魚輸送車専用の分電箱も設けた。
- D甲板：大型トラック・トレーラーシャーシ用
- C甲板：中小型トラック・乗用車用